# KNVB Beker 2011/12 (amateurs)
De KNVB Beker voor amateurs 2011/12 was de 32e editie in deze opzet van deze Nederlandse voetbalcompetitie die door de KNVB wordt georganiseerd.
Aan het toernooi namen de clubs in de landelijke zaterdag- en zondagcompetities, de Topklasse en Hoofdklasse, deel in hun eigen district. In de landelijke eindfase streden de zes district bekerwinnaars in twee kwartfinalewedstrijden (hierin waren twee clubs vrijgesteld), twee halve-finalewedstrijden en de finale om de amateurbeker.
De winnaar van de amateurbeker plaatste zich voor de Super Cup amateurs, waarin het de algemeen amateurkampioen ontmoet. De clubs die de halve finales in de districtbeker bereikten, plaatsten zich voor het KNVB Bekertoernooi van het seizoen 2012/13.
De titelverdediger was Achilles '29 dat in het seizoen 2010/11 in de finale met 1-0 van Harkemase Boys won. Dit seizoen werd Achilles uitgeschakeld in de vierde ronde van het district Oost door RKHVV na strafschoppen.

## Districtsbekers
Opzet
In elk district werd er begonnen in een poule van vier clubs. De winnaar en de nummer twee gingen door naar de knock-outfase. Daarna werden in sommige districten tussenrondes gespeeld om het aantal clubs terug te brengen naar een macht van twee, om knock-outrondes te kunnen spelen (bijvoorbeeld 64 of 128). In andere districten werden enkele clubs vrijgeloot en gingen zo automatisch door naar de derde ronde.
Vanwege het grote aantal clubs in het westen en zuiden van Nederland, zijn er in beide regio's twee districten. Daardoor zijn er zes districten: Noord, Oost, West I, West II, Zuid I en Zuid II.
| Datum                  | Thuisclub       | Uitslag     | Uitclub       |
| Kwartfinale            | Kwartfinale     | Kwartfinale | Kwartfinale   |
| ---------------------- | --------------- | ----------- | ------------- |
| 27 maart               | VV Staphorst    | 5-1         | VV ONB        |
| 27 maart               | MVV Alcides     | 1-4         | SC Genemuiden |
| 27 maart               | Drachtster Boys | 0-1         | VV Hoogeveen  |
| 27 maart               | Be Quick 1887-2 | 0-4         | ONS Sneek     |
| Halve finale           |                 |             |               |
| 26 april               | SC Genemuiden   | 3-0         | ONS Sneek     |
| 28 april               | VV Staphorst    | 3-1         | VV Hoogeveen  |
| Finale in Genemuiden * |                 |             |               |
| 19 mei                 | SC Genemuiden   | 4-2         | VV Staphorst  |

| Datum                | Thuisclub      | Uitslag     | Uitclub        |
| Kwartfinale          | Kwartfinale    | Kwartfinale | Kwartfinale    |
| -------------------- | -------------- | ----------- | -------------- |
| 03 april             | FC Lienden     | 2-1         | DVS '33        |
| 07 april             | De Treffers    | 2-1         | Excelsior '31  |
| 07 april             | VVOG           | 2-4         | HHC Hardenberg |
| 18 april             | RKHVV          | 0-3         | Sparta Nijkerk |
| Halve finale         |                |             |                |
| 28 april             | Sparta Nijkerk | 0-2         | HHC Hardenberg |
| 29 april             | FC Lienden     | 2-2 ns      | De Treffers    |
| Finale in Hardenberg |                |             |                |
| 19 mei               | HHC Hardenberg | 4-1 nv      | FC Lienden     |

| Datum               | Thuisclub    | Uitslag     | Uitclub       |
| Kwartfinale         | Kwartfinale  | Kwartfinale | Kwartfinale   |
| ------------------- | ------------ | ----------- | ------------- |
| 27 maart            | VV Montfoort | 0-0 ns      | NVC           |
| 27 maart            | GVVV         | 0-2         | FC Chabab     |
| 28 maart            | SV Argon     | 0-1         | VV De Zouaven |
| 04 april            | FC Abcoude   | 1-5         | AFC           |
| Halve finale        |              |             |               |
| 28 april            | VV Montfoort | 3-1         | VV De Zouaven |
| 29 april            | FC Chabab    | 3-0         | AFC           |
| Finale in Montfoort |              |             |               |
| 17 mei              | VV Montfoort | 0-2         | FC Chabab     |

| Datum            | Thuisclub            | Uitslag     | Uitclub              |
| Kwartfinale      | Kwartfinale          | Kwartfinale | Kwartfinale          |
| ---------------- | -------------------- | ----------- | -------------------- |
| 27 maart         | SC Feyenoord         | 1-0         | Excelsior Maassluis  |
| 27 maart         | RKSV Leonidas (zon.) | 1-1 ns      | GHC                  |
| 27 maart         | XerxesDZB            | 8-1         | FC 's-Gravenzande    |
| 27 maart         | VV Zwaluwen          | 2-2 ns      | RVVH                 |
| Halve finale     |                      |             |                      |
| 28 april         | RVVH                 | 1-1 ns      | RKSV Leonidas (zon.) |
| 01 mei           | SC Feyenoord         | 6-2         | XerxesDZB            |
| Finale in Leiden |                      |             |                      |
| 19 mei           | RKSV Leonidas (zon.) | 2-1         | SC Feyenoord         |
|                  |                      |             |                      |
| Finale cat. 2    |                      |             |                      |
| 19 mei           | Haastrecht           | 0-3         | Stompwijk '92        |

| Datum                    | Thuisclub     | Uitslag     | Uitclub       |
| Kwartfinale              | Kwartfinale   | Kwartfinale | Kwartfinale   |
| ------------------------ | ------------- | ----------- | ------------- |
| 04 april                 | VV UNA        | 5-2         | RKVVO         |
| 05 april                 | Kozakken Boys | 2-0         | GVV Unitas    |
| 07 april                 | VV Kloetinge  | 2-1         | SV Terheijden |
| 09 april                 | VV Internos   | 2-1         | VV STEEN      |
| Halve finale             |               |             |               |
| 28 april                 | Kozakken Boys | 2-0         | VV UNA        |
| 01 mei                   | VV Internos   | 0-1         | VV Kloetinge  |
| Finale in Raamsdonksveer |               |             |               |
| 19 mei                   | VV Kloetinge  | 2-4 nv      | Kozakken Boys |

| Datum             | Thuisclub   | Uitslag     | Uitclub          |
| Kwartfinale       | Kwartfinale | Kwartfinale | Kwartfinale      |
| ----------------- | ----------- | ----------- | ---------------- |
| 27 maart          | VV Sittard  | 2-0         | SV Someren       |
| 27 maart          | VV Heeswijk | 0-2         | RKVV DESO        |
| 29 maart          | EHC         | 1-2         | RKSV Groene Ster |
| 04 april          | RKVV Erp    | 3-4         | VV Gemert        |
| Halve finale      |             |             |                  |
| 26 april          | VV Gemert   | 2-0         | RKVV DESO        |
| 26 april          | VV Sittard  | 0-3         | RKSV Groene Ster |
| Finale in Tegelen |             |             |                  |
| 20 mei            | VV Gemert   | 3-1         | RKSV Groene Ster |

## Landelijke beker

### Kwartfinale
Van de zes districtswinnaars werden twee clubs vrijgeloot, vier clubs streden om twee plaatsen in de halve finale die ze op eigen terrein mochten spelen.
* Oorspronkelijk was Chabab de thuisspelende club, later werd de wedstrijd omgedraaid

### Halve finale
De in de kwartfinale vrijgelote clubs speelden in de halve finale automatisch een uitwedstrijd.

### Finale
Vooraf was door loting bepaald dat de winnaar van wedstrijd C in de halve finale het thuisrecht verkreeg. Omdat het veld van Chabab niet aan de door de KNVB gestelde eisen voldeed werd voor de finalewedstrijd uitgeweken naar het terrein van Blauw-Wit (Sportpark Sloten)
|                                                |           |                              |               |                  |
| 16 juni 2012 14:00u Finale KNVB Beker amateurs | FC Chabab | 0-2 (0-0)                    | RKSV Leonidas | Sportpark Sloten |
| 16 juni 2012 14:00u Finale KNVB Beker amateurs |           | Steve Kenepa , Mahmut Sonmez |               | Sportpark Sloten |

1980/81 · 1981/82 · 1982/83 · 1983/84 · 1984/85 · 1985/86 · 1986/87 · 1987/88 · 1988/89 · 1989/90 · 1990/91 · 1991/92 · 1992/93 · 1993/94 · 1994/95 · 1995/96 · 1996/97 · 1997/98 · 1998/99 · 1999/00 · 2000/01 · 2001/02 · 2002/03 · 2003/04 · 2004/05 · 2005/06 · 2006/07 · 2007/08 · 2008/09 · 2009/10 · 2010/11 · 2011/12 · 2012/13 · 2013/14 · 2014/15 · 2015/16 · 2016/17 · 2017/18 · 2018/19 · 2019/20 · 2020/21 · 2021/22 · 2022/23 · 2023/24 · 2024/25 · 2025/26